# تريغفه هوف
تريغفه هوف (بالنرويجية البوكمول: Trygve J. B. Hoff)‏ هو اقتصادي وشخصية أعمال وكاتب نرويجي، ولد في 12 نوفمبر 1895 في كريستيانية ‏ في النرويج، وتوفي في 4 يناير 1982 في أوسلو في النرويج.